# Agnesiella lavanya
Agnesiella lavanya är en insektsart som beskrevs av Irena Dworakowska 1982. Agnesiella lavanya ingår i släktet Agnesiella och familjen dvärgstritar. Inga underarter finns listade i Catalogue of Life.